# Двойной аккорд
«Двойной аккорд» (фр. Accord réciproque) — абстрактная картина русского художника Василия Кандинского, написанная в 1942 году и хранящаяся в Национальном центре искусства и культуры Жоржа Помпиду Государственного музея современного искусства в Париже, Франция.

## Описание
На фоне слабо выражены оттенки сиреневого, которые для Кандинского были схожи со звуками английского рожка, свирели и в своей глубине — низкими тонами деревянных духовых инструментов, например фагота. Центр композиции — приглушённый зелёный, ассоциирующийся с протяжными тонами скрипки. Ярче всего звучат два цвета, которые создают двойной аккорд: тёплый насыщенный красный, который звучит как туба и также ассоциируется с сильными ударами барабана, и нежный голубой, представляющий собой флейту. По словам Василия Кандинского, жёлтый цвет напоминал ему звучание высокой трубы или фанфары, красный — барабан, синий — виолончель, тёмно-синий — контрабас, сине-чёрный — орган, голубой — флейту, фиолетовый — фагот, белый — остановки в музыке, а чёрный — финальную паузу. Две большие треугольные фигуры покоятся на хрупкости своих остриев, но удерживаются вместе сверху и снизу маленькими упругими треугольниками, отсюда и название — «Двойной аккорд» (фр. Accord réciproque), полное повторений и граничащее с плеоназмом.

## История
Это предпоследнее полотно Кандинского, отправившего её вместе с другими последними работами на выставку, организованную Жанной Буше в 1942 году. В его мастерской были найдены два загрунтованных холста, совершенно пустых. Зная, как трудно было найти этот материал во время войны, можно предположить, что с лета 1942 года у Кандинского в силу состояния уже не было сил на настоящую живопись. Кроме судьи Пьера Брюгьера и более молодых художников, таких как Домела, в Нейи-сюр-Сен было мало посетителей. Среди них было несколько оккупационных офицеров Вермахта. Зимой 1941—1942 годов Гельмут Бек купил у него несколько «дегенеративных» акварелей, и Кандинский посвятил ему рисунок: «Уважаемому Гельмуту Беку с наилучшими пожеланиями на 1942 год, Нейи-сюр-Сен», что стало своеобразным анекдотом, доказывающий, что историю Парижа военного времени писать очень трудно.
«Двойной аккорд» «с её холодными тонами, основанными на контрасте серо-белого и глубокого чёрного», была использована в качестве фона для мастерской, в которой прошло прощание с художником в декабре 1944 года. Затем картина была представлена на крупной выставке «Art concret», организованной галереей Рене Дуэна с 15 июня по 13 июля 1945 года.
В 1976 году работа была подарена Центру Помпиду Ниной Кандинской.